# Санакоєва Тамара Федорівна
Тамара Федорівна Санакоєва (1907, село Ортеві Горійського повіту, тепер село Ортеу, Південна Осетія, Грузія — ?) — радянська діячка, завідувач сільськогосподарського відділу Південно-Осетинського обласного комітету КП(б) Грузії. Депутат Верховної ради СРСР 3-го скликання.

## Життєпис
У 1924 році закінчила педагогічний технікум у місті Цхінвал.
У 1924—1929 роках — студентка сільськогосподарського факультету Грузинського політехнічного інституту в Тифлісі. У 1927 році вступила до комсомолу.
З 1929 року — завідувач племінного господарства Південно-Осетинського обласного земельного відділу, директор тваринницького радгоспу тресту радгоспів Південно-Осетинської автономної області. До 1940 року працювала на керівних посадах в сільському господарстві Південно-Осетинської автономної області, була завідувачем тваринницького сектору Південно-Осетинського обласного земельного відділу, вела педагогічну діяльність.
Член ВКП(б) з 1939 року.
З грудня 1940 року — на партійній роботі: завідувач сектору тваринництва Південно-Осетинського обласного комітету КП(б) Грузії; заступник завідувача сільськогосподарського відділу Південно-Осетинського обласного комітету КП(б) Грузії; секретар Південно-Осетинського обласного комітету КП(б) Грузії із тваринництва (до 1943 року).
На 1950 рік — завідувач сільськогосподарського відділу Південно-Осетинського обласного комітету КП(б) Грузії.
Подальша доля невідома.

## Нагороди
- медаль «За оборону Кавказу»
- медаль «За доблесну працю у Великій Вітчизняній війні 1941—1945 рр.»
- медаль «За трудову доблесть» (24.02.1941)